# 雉州
雉州，中国唐朝时设置的州。
隋炀帝大业末沈法兴置长州。武德四年（621年）改长州置绥州，因古绥安县为名，又更名雉州，治所在长城县（今浙江省长兴县南），另领原乡县。辖境相当今浙江省长兴县一带。武德七年（624年）废，省原乡县，以长城县属湖州。 